# Xscape
Xscape – drugi pośmiertny album Michaela Jacksona. Wydany został 13 maja 2014 roku. Album zawiera dwie płyty: jedną z całkowicie nowymi miksami, natomiast w skład drugiej wchodzą oryginalne kompozycje, w takiej formie jakiej zostawił je sam autor.
Ogłoszenie wydania płyty ukazało się 31 marca 2014 na oficjalnej stronie Jacksona na Facebooku.
W Polsce album uzyskał certyfikat platynowej płyty.

## Lista utworów

### Wersja standardowa[4]
| #  | Tytuł                                 | Autorzy                                                            | Produkcja                                                                | Długość |
| -- | ------------------------------------- | ------------------------------------------------------------------ | ------------------------------------------------------------------------ | ------- |
| 1. | "Love Never Felt So Good"             | Michael Jackson, Paul Anka                                         | Jackson, John McClain, Giorgio Tuinfort, Anka                            | 3:54    |
| 2. | "Chicago"                             | Cory Rooney                                                        | Timbaland, Jerome "J-Roc" Harmon, Jackson, Rooney                        | 4:05    |
| 3. | "Loving You"                          | Michael Jackson                                                    | Timbaland, Harmon, Michael Jackson                                       | 3:15    |
| 4. | "A Place with No Name"                | Jackson, Dewey Bunnell, Dr. Freeze                                 | Stargate, Michael Jackson, Dr. Freeze                                    | 5:35    |
| 5. | "Slave to the Rhythm"                 | L.A. Reid, Babyface, Daryl Simmons, Kevin Robinson                 | Timbaland, Harmon, Reid, Babyface                                        | 4:15    |
| 6. | "Do You Know Where Your Children Are" | Michael Jackson                                                    | Timbaland, Harmon, Michael Jackson                                       | 4:36    |
| 7. | "Blue Gangsta"                        | Jackson, Dr. Freeze                                                | King Solomon Logan, Daniel Jones, Timbaland, Harmon, Jackson, Dr. Freeze | 4:14    |
| 8. | "Xscape"                              | Michael Jackson, Rodney Jerkins, Fred Jerkins III, LaShawn Daniels | Jerkins, Michael Jackson                                                 | 4:04    |

### Wersja deluxe[5]
| #   | Tytuł                                                     | Autorzy                                        | Produkcja                                | Długość |
| --- | --------------------------------------------------------- | ---------------------------------------------- | ---------------------------------------- | ------- |
| 9.  | "Love Never Felt So Good" (wersja oryginalna)             | Michael Jackson, Anka                          | Michael Jackson, Anka                    | 3:19    |
| 10. | "Chicago" (wersja oryginalna)                             | Rooney                                         | Rooney, Michael Jackson                  | 4:43    |
| 11. | "Loving You" (wersja oryginalna)                          | Michael Jackson                                | Michael Jackson                          | 3:02    |
| 12. | "A Place With No Name" (wersja oryginalna)                | Michael Jackson, Bunnell, Dr. Freeze           | Michael Jackson, Dr. Freeze              | 4:55    |
| 13. | "Slave to the Rhythm" (wersja oryginalna)                 | Reid, Babyface, Daryl Simmons, Kevin Robinson  | Reid, Babyface                           | 4:35    |
| 14. | "Do You Know Where Your Children Are" (wersja oryginalna) | Michael Jackson                                | Michael Jackson                          | 4:39    |
| 15. | "Blue Gangsta" (wersja oryginalna)                        | Michael Jackson, Dr. Freeze                    | Michael Jackson, Dr. Freeze              | 4:16    |
| 16. | "Xscape" (wersja oryginalna)                              | Michael Jackson, Jerkins, Jerkins III, Daniels | Michael Jackson, Jerkins                 | 5:44    |
| 17. | "Love Never Felt So Good" (duet z Justinem Timberlakiem)  | Michael Jackson, Anka                          | Timbaland, Harmon, Michael Jackson, Anka | 4:05    |